# عنقود قنطورس المجري

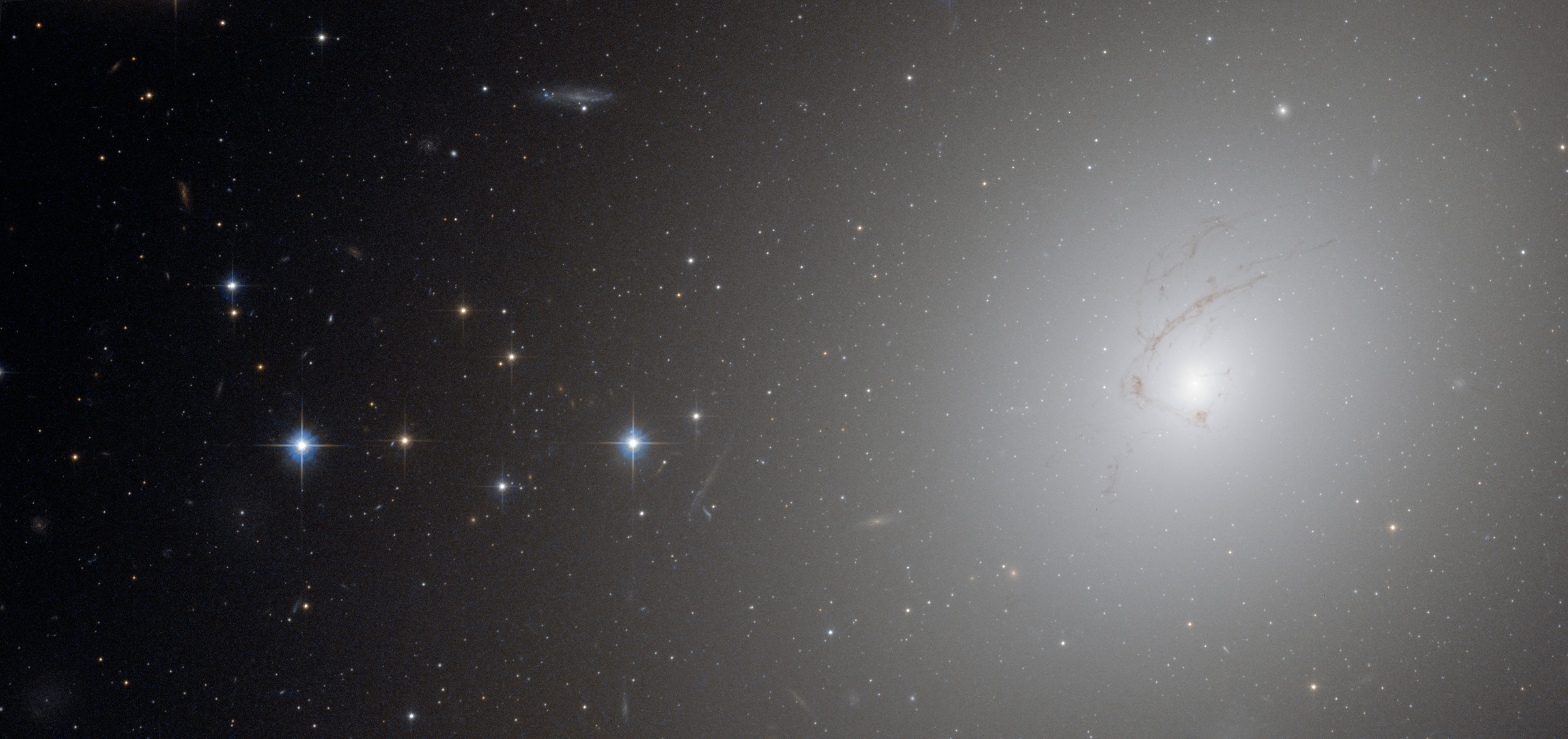
NGC 4696: جرم سماوي لا يزال محتاجا لتفسير العلماء. Credit: ESA/Hubble and NASA

عنقود قنطورس المجري (بالإنجليزية: Centaurus Cluster أو أبل 3526 A3526) هو تجمع مجرات به مئات من المجرات، تبعد عنا نحو 170 مليون سنة ضوئية ويرى في أتجاه كوكبة قنطورس. أشد مجرة في ذلك التجمع لمعانا المجرة الحلزونية NGC 4696 ذات قدر ظاهري ~11. يشترك عنقود مجرات قنطورس في تجمع مجري أوسع يسمى «عنقود فائق هيدرا-قنطورس»، وهو تجمع مجري يحوي عنقود أي سي 4329 IC4329 Cluster وعنقود هيدرا IC4329 Cluster .
يتكون عنقود قنطورس المجري من مجموعتين من المجرات تختلفان في سرعتيهما.
مجموعة مجرات
Cen 30 هي المجموعة الرئيسة وبها NGC 4696. ومجموعة المجرات الثانية Cen 45
تتحرك بسرعة 1500 كيلومتر في الثانية بالنسبة إلى مجموعة مجرات «سن 30»، ويبدو أنها في سبيلها للاندماج مع المجموعة الرئيسة.

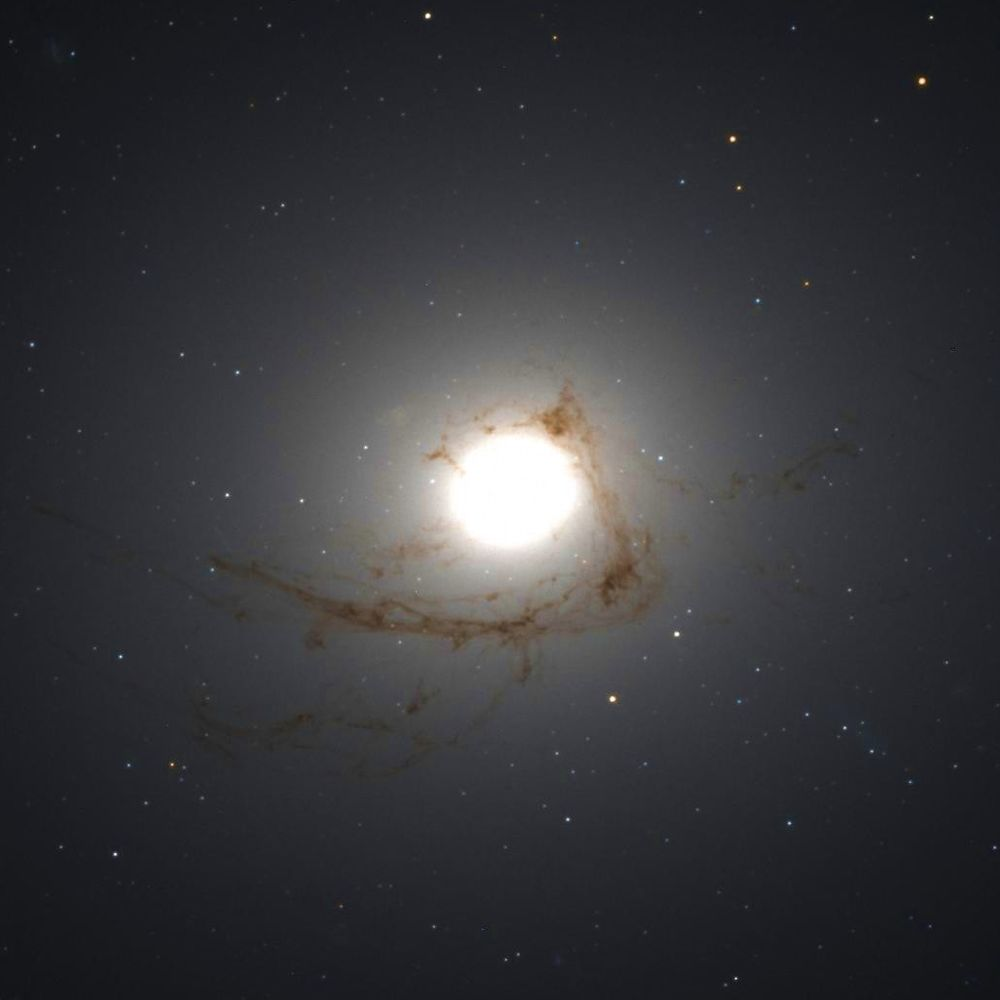
صورة المجرة الكبيرة NGC 4696 لقصها تلسكوب هابل الفضائي.

## اقرأ أيضا
- أبل 370
- أبل 520
- أبل 2280
- عنقود معمل النحات المجري
- عنقود الأسد المجري
- كتالوج أبل